# Zsófia Kónya
Zsófia Kónya (ur. 6 lutego 1995 w Segedynie) – węgierska łyżwiarka szybka specjalizująca się w short tracku, trzykrotna olimpijka (2014, 2018 i 2022), brązowa medalistka olimpijska z Pekinu 2022, wicemistrzyni świata i Europy.

## Wyniki

### Igrzyska olimpijskie
| Rok  | Gospodarz  | 500 m | 1000 m | 1500 m | sztafeta kobiet | sztafeta mieszana |
| ---- | ---------- | ----- | ------ | ------ | --------------- | ----------------- |
| 2014 | Soczi      | —     | —      | 30     | 6               | —                 |
| 2018 | Pjongczang | —     | —      | —      | 4               | —                 |
| 2022 | Pekin      | 21    | 29     | DSQ    | —               | brąz              |

### Mistrzostwa świata
| Rok  | Gospodarz | 500 m | 1000 m | 1500 m | wielobój | sztafeta kobiet |
| ---- | --------- | ----- | ------ | ------ | -------- | --------------- |
| 2013 | Debreczyn | —     | —      | —      | —        | 8               |
| 2018 | Montreal  | —     | —      | —      | —        | 6               |
| 2021 | Dordrecht | 12    | 26     | —      | 27       | 6               |
| 2022 | Montreal  | 13    | 16     | 30     | 21       | srebro          |

### Mistrzostwa Europy
| Rok  | Gospodarz | 500 m | 1000 m | 1500 m | wielobój | sztafeta kobiet | sztafeta mieszana |
| ---- | --------- | ----- | ------ | ------ | -------- | --------------- | ----------------- |
| 2013 | Malmö     | —     | —      | —      | 26       | 4               | —                 |
| 2014 | Drezno    | —     | —      | —      | 6        | brąz            | —                 |
| 2017 | Turyn     | —     | —      | —      | —        | srebro          | —                 |
| 2018 | Drezno    | 14    | 14     | 16     | 14       | srebro          | —                 |
| 2020 | Debreczyn | —     | —      | —      | —        | 4               | —                 |
| 2021 | Gdańsk    | 9     | 15     | 9      | 15       | 8               | —                 |
| 2023 | Gdańsk    | 22    | 15     | —      | —        | srebro          | 5                 |

### Mistrzostwa świata juniorów
| Rok  | Gospodarz  | wielobój | sztafeta |
| ---- | ---------- | -------- | -------- |
| 2010 | Tajpej     | 34       | 7        |
| 2011 | Courmayeur | 19       | 6        |
| 2012 | Melbourne  | 33       | —        |
| 2013 | Warszawa   | 11       | —        |
| 2014 | Erzurum    | 17       | 10       |